# 新通桥立交桥
新通桥立交桥位于中华人民共和国河南省郑州市金水区金水路、文化路与二七路的路口处，得名于立交桥南侧不远处横跨金水河的新通桥，为郑州市“四桥一路”工程的组成部分。

## 设计
新通桥立交桥为两层部分苜蓿叶型立交桥，上层为东西向的金水路高架桥，桥面宽16米，设双向4车道。文化路和二七路方向的交通以地面层通过。高架桥北侧设有一二层的连接匝道，以满足东向北、东向南、南向西、北向西四个方向的交通。其余方向的左转或右转交通则需通过地面层。
匝道下的合围区域内设新通桥立交桥游园，绿地面积4,853平方米，分别位于路口东北角和西北角。

## 历史
为改善市内交通，塑造都市形象，1994年初，中共郑州市委、郑州市人民政府决定在市区金水路上修建四座立交桥及一条高架路，包括紫荆山立交桥、新通桥立交桥、大石桥立交桥、河医广场立交桥以及新通桥和大石桥之间的高架路，合称为“四桥一路”。“四桥一路”于1994年6月10日开工，当年12月28日全线通车，开创了郑州市大型重点工程当年决策、当年施工、当年竣工的先河。工程总投资3.7亿元人民币，采用贷款修建，建成后对郑州市的机动车收费还贷。
2014年8月份，大石桥、新通桥、金水高架路等桥梁被发现部分立柱出现不同程度的环状裂缝病害。2014年12月5日至2015年1月5日，郑州市政部门对部分桥梁立柱进行加固维修，并更换部分伸缩缝。